# Bob Sharpe
Pour les articles homonymes, voir Sharpe.
Bob Sharpe, né le 17 juin 1951, à Guelph, en Ontario, est un ancien joueur canadien de basket-ball.